# Serge Lang
Serge Lang (19. května 1927 Paříž, Francie – 12. září 2005 Berkeley, Kalifornie, USA) byl francouzský matematik, člen skupiny Nicolas Bourbaki. Je známý především díky práci v oblasti teorie čísel a jako autor několika známých matematických učebnic. V době svého úmrtí působil jako emeritní profesor na Yaleově univerzitě.
Lang také pracoval v teorii polí a v oblasti diofantických aproximací, v teorii transcendentních čísel poupravil výsledky Theodora Schneidera, dnes známé jako Schneiderova-Langova věta. Zformuloval také množství domněnek v oblasti diofantické geometrie. Byl také aktivním odpůrcem války ve Vietnamu.